# 95. pehotni polk (Italija)
95. pehotni polk Udine (izvirno italijansko 95º Reggimento fanteria) je bil pehotni polk Kraljeve italijanske kopenske vojske.

## Zgodovina
Med prvo svetovno vojno je bil polk aktiven na soški fronti. 